# カーギル・ギルストン・ノット

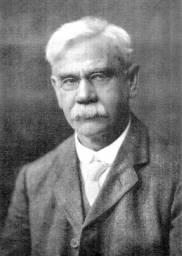
カーギル・ギルストン・ノット

カーギル・ギルストン・ノット（Cargill Gilston Knott、1856年6月30日 - 1922年10月26日）は、明治時代にお雇い外国人として来日したイギリスの物理学者、地震学者である。

## 経歴・人物
スコットランドのペニキュイックの生まれ。エディンバラ大学で物理学を学ぶ。卒業後同大学の自然哲学科物理学の助手となり、教鞭を執る。
これにより、1883年（明治16年）に日本政府及び当時グラスゴー大学の教授であったケルヴィン卿ことウィリアム・トムソンの勧めにより来日した。同年同郷で同じ物理学者であったジェームズ・アルフレッド・ユーイングの後継者として東京帝国大学（現在の東京大学）理学部に雇われた。磁気学、音響学、電気学等多彩な物理学の教鞭を執った。また、同時期にユーイングやジョン・ミルン、門人の田中館愛橘らと共に地震や火山研究や日本初の磁気測量に携わる等、地学に関する仕事に多く携わった。
1891年（明治24年）に任期満了となり、帰国した。帰国後は母校エディンバラ大学で応用数学の教鞭を執った。また日本での活動実績により、王立協会の会員に採用されケイト賞を授与された。なお、ノットは最後の東京帝国大学理学部のお雇い教師であった。